# Karl Bedal

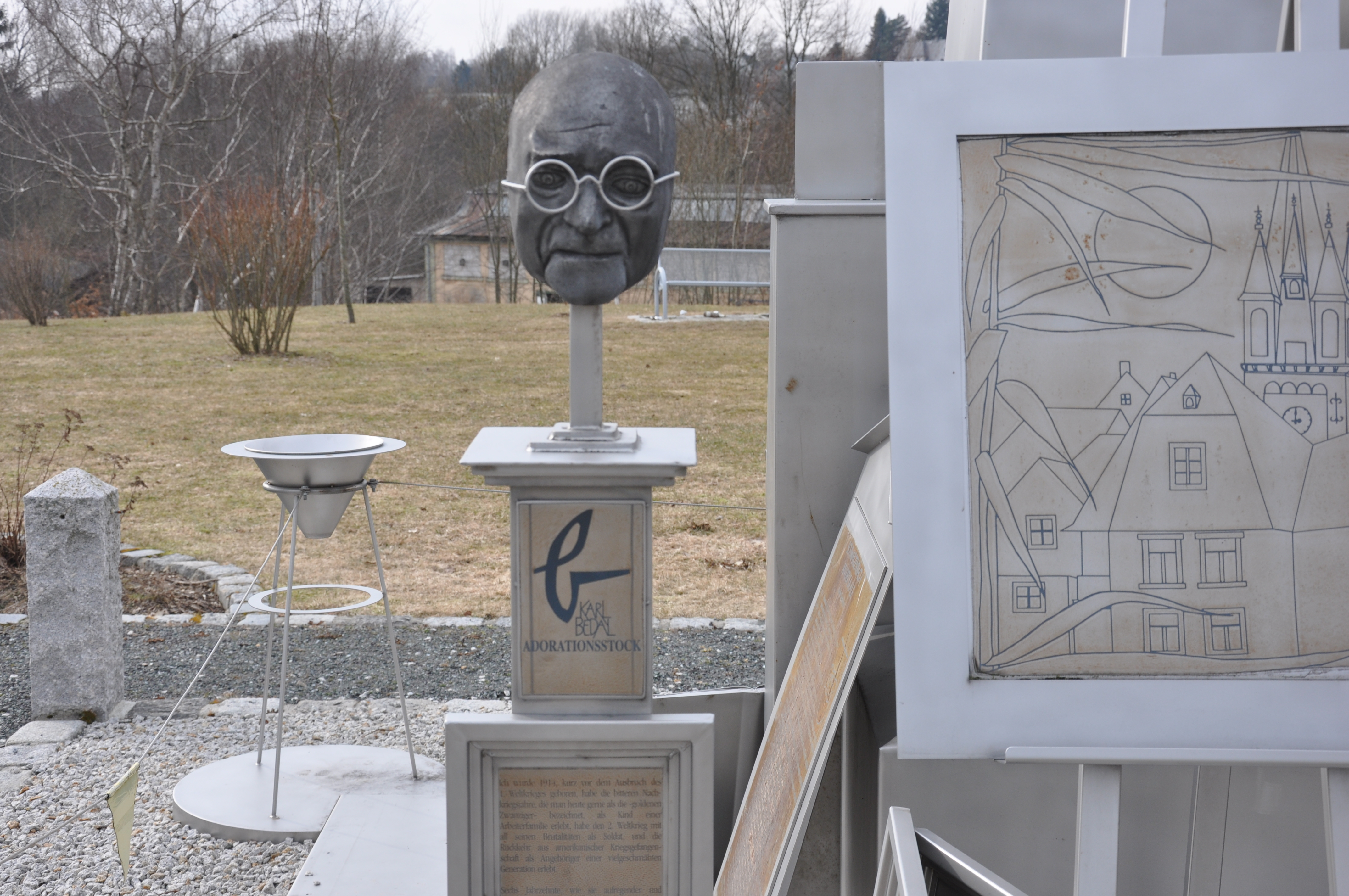
Karl Bedal im Garten der Generationen, 2011

Karl Paul Bedal (* 24. Juni 1914 in Schwarzenbach an der Saale; † 9. Mai 1999 in Hof) war ein deutscher Künstler, Grafiker und Heimatforscher.

## Leben
Bedal wuchs in Schwarzenbach an der Saale als jüngstes von vier Kindern auf und machte 1934 sein Abitur in Hof/Saale. Nach einer Lehrerausbildung in Bayreuth folgten Kriegseinsatz und Gefangenschaft. Nach der Rückkehr aus der Gefangenschaft arbeitete er zunächst als Kunstlehrer an der Realschule in Schwarzenbach und freiberuflich für die von Günter Fuchs, Ehemann von Erika Fuchs, geleitete Firma Summa-Feuerung. 1958 siedelte er nach Hof über und lebte mit seiner Familie bis zu seinem Tod im Haus der Schwiegereltern.
Er war Maler, Grafiker, Autor und Denkmalpfleger. Als Künstler war er Mitglied der Gruppe Nordfranken. 1983 wurde auf seine Initiative das Oberfränkische Bauernhofmuseum Kleinlosnitz gegründet. Bedal verfasste eine Vielzahl von Büchern und hinterließ eine große Sammlung von Aquarellen, Graphiken und Texten. Besonders widmete er sich neben der Haus- auch der Steinkreuzforschung.
Er war seit 1939 mit seiner Frau Annemarie verheiratet und hatte drei Kinder: die Politikerin Gudrun Lehmann und die Bauhistoriker Konrad Bedal und Albrecht Bedal.

## Ehrungen
Aufgrund seines großen Engagements in der Heimatforschung wurden ihm zahlreiche Auszeichnungen und Ehrungen zuteil, unter anderem:
- 1978 Denkmalschutzmedaille des Landes Bayern
- 1979 Goldener Ehrenring der Stadt Hof
- 1982 Kulturpreis des Fichtelgebirgsvereins e. V.
- 1983 Verdienstkreuz am Bande der Bundesrepublik Deutschland
- 1985 Kulturpreis der oberfränkischen Wirtschaft (gestiftet von der IHK für Oberfranken Bayreuth)
- 1988 Verdienstkreuz 1. Klasse des Verdienstordens der Bundesrepublik Deutschland
- 1994 Kulturpreis der Oberfrankenstiftung

## Veröffentlichungen (Auswahl)
- Haus & Hof in Frankenwald und Fichtelgebirge, Hoermann Verlag, Hof, 1977, 164 Seiten
- Rätselhaftes, versunken, vergessen, unsichtbar, Ackermann Verlag, Hof, 1986
- Bauernhäuser zwischen Nordsee und Mittelmeer (Zeichnungen und Aquarelle), Oberfränkische Verlagsanstalt, Hof, 1989, 144 Seiten
- Historismus und Jugendstil in Hof (Illustrationen), Ackermann Verlag, Hof, 1993
- Bauernarbeit in Nordostoberfranken um 1900 (Illustrationen), Nordoberfränkischer Verein für Natur-, Geschichts- und Landeskunde, 1973, 103 Seiten
- Dorf und Bad Steben – im Wandel der Zeiten (Illustrationen), Ackermann Verlag, Hof, 1970, 72 Seiten
- Weil mir aa wer sen – Fränkische Mundartdichtung (Illustrationen/Linolschnitte), Echter Verlag, Würzburg, 1980, 230 Seiten
- Romantisches Land – Nördlingen und das Ries, C. H. Beck Verlag, München, 1968, 166 Seiten
- Das große Buch der Volkssagen (Kartenmaterial), Ensslin & Laiblin, Reutlingen, 1959, 320 Seiten
- Brauchtum und Aberglauben – in und um Selb (Illustrationen), Goetze 1979, Selb-Erkersreuth, 161 Seiten
- Der verwunschene Rehbock – Sagen aus Bayern um Wald, Wild u. Jagd (Illustrationen), Oberfränkische Verlagsanstalt, Hof, 1981, 94 Seiten
- Vom Essn muss mer sich dernährn (Illustrationen), Oberfränkische Verlagsanstalt, Hof, 1983, 174 Seiten
- Türen, Tore und Portale an Hofer Profanbauten (Illustrationen), Hoermann Verlag, Hof, 1985, 196 Seiten
- Hausforschung und Wirtschaftsgeschichte in Rheinland-Pfalz [...] (Illustrationen), Jonas-Verlag, Marburg, 1993, 392 Seiten
- Das ewig Licht geht da herein (Illustrationen), Ackermann Verlag, 1992, 88 Seiten
- Haus, Hof, Landschaft – Festschrift zu Karl Bedals 80. Geburtstag (Illustrationen), Ackermann Verlag, Hof, 1994, 207 Seiten
- Das Haus Nummer 6 in der Zeppelinstraße, Hoermann Verlag, Hof, 1999, 74 Seiten